# Cowboy Bebop, le film
Pour les articles homonymes, voir Cowboy Bebop (homonymie), Cowboy, Bebop (homonymie) et Knockin' on Heaven's Door (homonymie).
Cowboy Bebop, le film (劇場版 カウボーイビバップ 天国の扉, Gekijōban Kaubōi Bibappu: Tengoku no Tobira), connu sous le titre Cowboy Bebop: Knockin' on Heaven's Door, est un film d'animation japonais réalisé par Shin'ichirō Watanabe, sorti en 2001. Son histoire prend place entre les épisodes 22 et 23 de la série Cowboy Bebop.
Le film retrouve l'équipage du Bebop qui enquête sur les terroristes à l'origine d'une attaque bactériologique mortelle à la suite de l'explosion d'un camion-citerne sur Mars.

## Synopsis
En 2071, une cinquantaine d’années après une catastrophe qui a eu lieu sur Terre, l’humanité est forcée d’habiter sur d’autres planètes ou lunes du système solaire. Les personnages principaux sont des chasseurs de primes voyageant à bord du vaisseau spatial Bebop. L’équipage est composé de Spike Spiegel (un ancien membre de l’organisation criminelle Red Dragons), Jet Black (un ancien policier et propriétaire du vaisseau), Faye Valentine (une fugitive endettée), Edward (une jeune hackeuse hyperactive) et Ein (un petit chien intelligent).
Tout commence dans le cratère d'Alba City sur Mars, lorsque Faye assiste à l'explosion d'un camion-citerne par des terroristes alors qu'elle chassait une autre cible. Le gouvernement suspecte une attaque bioterroriste, et met de nombreuses personnes sous surveillance médicale. Bien que les gens soient malades, aucune trace de virus n'est retrouvée. Le gouvernement martien promet une énorme récompense de 300 millions de woolongs (3 millions dans la version française) pour la capture des malfaiteurs.
L'équipe de chasseurs de primes du Bebop saisit l'occasion pour renflouer ses finances. Grâce à Ed qui identifie le tatouage du terroriste que Faye a vu, ils trouvent l'auteur de l'attaque : Vincent Volaju, un ancien militaire qui appartenait à une section spéciale. Les membres de la section avaient fait l'objet d'une expérience scientifique sur Titan portant sur des nanorobots. Vincent a été le seul survivant grâce à un vaccin test à base d'anti-nanorobots qui lui avait été injecté. Il était cependant considéré comme mort. Ce vaccin a eu pour effet secondaire de lui faire perdre la mémoire et de lui créer des hallucinations sous la forme de papillons lumineux. L'incapacité de Vincent à distinguer la réalité et le rêve finit par le rendre fou.
Pendant ce temps, Spike effectue quelques recherches sur le sujet et rencontre Rashid qui lui donne un vase "fait pour lui". Il s'avère, comme le découvre Ed, que le vase comprend un échantillon du pathogène. Jet rencontre son ancien collègue, Bob, qui travaille à l'ISSP. Bob l'informe que la cargaison du camion provient certainement de la firme pharmaceutique Cherious Medical qui développait illégalement ces nanorobots afin de créer une arme biologique.
Spike infiltre donc les locaux de Cherious Medical en se faisant passer pour un membre du personnel de nettoyage. Là il fait la connaissance d’Elektra Ovirowa qui a pour mission d’éliminer Vincent. Après une confrontation musclée entre les deux où Spike arrive à placer un traqueur dans la poche d’Elektra, il s’enfuit à l’arrivée de la sécurité. Il remarque qu’Elektra a le même tatouage que Vincent et que les agents de la firme sont armés de fusils militaires.
En écoutant les communications d’Elektra, Spike apprend où a été retrouvé Vincent. Elle suit Vincent qui monte dans un train, mais Spike arrive trop tard. Il est obligé de passer par le toit. Il s’ensuit une fusillade où Spike est blessé. Il est jeté par dessus le train et tombe dans la rivière. Vincent fait exploser une grenade avec le pathogène et disparaît. Elektra, surprise, remarque ne pas être contaminée. Cependant, n’ayant pas suivi le plan, Elektra est suspendue par son supérieur qui demande à ce qu’elle soit surveillée.
Faye est toujours à la recherche de sa cible initiale qui aurait un lien avec Vincent. Avec les indications qu’elle reçoit d’Ed et Ein, elle se rend sur les lieux où se trouverait sa cible. Vincent tue cette dernière en cassant une de ces billes contenant le pathogène. Faye, en arrivant, est également contaminée par les nanorobots et s’évanouit. En se réveillant, Vincent lui raconte son histoire et lui explique comment elle est encore en vie. Il lui explique également son plan et lui propose de le rejoindre, ce qu’elle refuse.
Spike est récupéré et est remis sur pied par Jet. Ed hacke les ordinateurs de Cherious Medical et apprend que Rashid est l'un des scientifiques qui a participé au développement de ces nanorobots. Spike retrouve Rashid qui avait quitté l’entreprise trois ans auparavant. Une fois ce dernier parti, Spike est arrêté par les soldats de la firme. Il est emprisonné dans la cellule à côté de celle d’Elektra, aussi capturée car elle possède le vaccin en elle et son patron désire détruire toutes les preuves.
Elektra et Spike élaborent un plan pour s’échapper pendant que Faye les informe que l’attaque est imminente. L’ISSP pense avoir découvert le plan de Vincent mais ils tombent dans son piège. Vincent lance une attaque d'envergure le jour d'Halloween, le long d'une parade, en faisant exploser des citrouilles géantes remplies de nanorobots. Ayant deviné ses intentions, l'équipe Bebop fait larguer des anti-nanorobots à partir d'avions. En parallèle, Spike affronte Vincent. Elektra arrive à temps pour sauver le chasseur de primes.

## Fiche technique
- Titre français : Cowboy Bebop, le film
- Titre original : 劇場版 カウボーイビバップ 天国の扉 (Gekijōban Kaubōi Bibappu: Tengoku no Tobira)
- Réalisation : Shinichiro Watanabe
- Scénario : Keiko Nobumoto
- Musique : Yōko Kanno
- Production : Masuo Ueda, Masahiko Minami, Minoru Takanashi
  - Production exécutive : Ryohei Tsunoda, Takayuki Yoshii
- Sociétés de production : TriStar Pictures, Destination Films, Bandai Visual, Bones, Sunrise
- Pays d'origine :  Japon
- Langue originale : japonais
- Année de production : 2001
- Format : couleurs - 1.85:1 - SDDS - 35 mm
- Genre : science-fiction
- Durée : 115 minutes
- Dates de sortie :
  - Japon : 1er septembre 2001
  - Belgique : 24 septembre 2003
  - France : 1er octobre 2003

## Doublage
Le doublage français ne reprend pas les voix habituelles des personnages de la série télévisée :
|                | Japonais           | Français           |
| -------------- | ------------------ | ------------------ |
| Spike Spiegel  | Kōichi Yamadera    | Bruno Mullenaerts  |
| Jet Black      | Unshô Ishizuka     | Patrick Descamps   |
| Faye Valentine | Megumi Hayashibara | Alexandra Correa   |
| Ed             | Aoi Tada           | Stéphane Flamand   |
| Vincent Volaju | Tsutomu Isobe      | Arnaud Léonard     |
| Electra        | Ai Kobayashi       | Micheline Goethals |

## Production
Cowboy Bebop, le film a été annoncé pour la première fois en septembre 1999 : outre Watanabe, la plupart de l’équipe le rejoint pour ce film, dont le producteur Masahiko Minami, le concepteur de personnages et directeur de l’animation Toshihiro Kawamoto et la scénariste Keiko Nobumoto. La distribution vocale originale revient également. Une fois l’écriture terminée à l’été 2000, la production commence en juillet. Parmi les maisons de production et studios d’animation, on retrouve Sunrise, qui avait déjà travaillé sur la série, ainsi que Bandai et finalement Bones qui a été créé en 1998 par Minami, Kawamoto et Hiroshi Osaka. La relative longue durée de la production a permis à l’équipe d’assurer une qualité finale élevée.
Watanabe a eu l’idée du film alors qu’il travaillait sur la série animée qu’il envisageait initialement comme un long-métrage. De ce fait, le réalisateur a traité chaque épisode de la série comme film miniature, le passage a un long-métrage lui a donc semblé naturel et logique. Pour ne pas décevoir les fans, le film intègre beaucoup d'éléments de la série et de fan service tout en restant accessible pour les nouveaux spectateurs. L’intrigue de l’histoire et l’idée de Vincent lui sont venus alors qu’il développait la série. Une fois celle-ci terminée, les fans et les sponsors ont exigé une suite. Les créateurs de la série ont alors décidé de faire un film. Watanabe se souvient : "Lorsque la série originelle de 26 épisodes s'est terminée, de nombreux fans et sponsors voulaient que je continue [la franchise]. C'est pourquoi j'ai fait ce film."
Watanabe voulait que le film ait l’air d’un film en prise de vue réelle malgré le support. Pour ce faire, il a utilisé des astuces de caméra, des effets visuels et il a rendu les personnages principaux plus expressifs, ce qui n’était pas possible dans la série, le tout en conservant "la saveur Bebop". Selon Kiochi Yamadera, le doubleur japonais de Spike, la différence majeure que l’équipe a apporté aux personnages a été de montrer une autre facette de ceux-ci : en particulier Spike, il dévoile davantage ses pensées intérieures et paraît plus doux que dans la série. Les créateurs avaient en effet plus de temps pour approfondir de telles nuances. Le réalisateur a sélectionné personnellement les doubleurs d’Elektra et Vincent. Il a respectivement choisi Ai Kobayashi et Tsutomu Isobe car ils n’avaient pas beaucoup d’expérience dans le doublage et qu’il "savait exactement quel type de voix" il voulait. Watanabe a déclaré qu’il voulait utiliser des comédiens capables de donner une "sensation brutale et naturaliste à Bebop"[réf. nécessaire]. De plus, Vincent était conçu comme un type de méchant que la série ne pouvait explorer, bien que Watanabe ait estimé qu’il n’était en aucun cas "particulièrement unique".
En raison de l’augmentation de la durée, du budget et des installations coûteuses, l’équipe a pu inclure plus de celluloïds dans les animations, ainsi que des séquences d’action plus longues et plus complexes. Le projet se distingue par une réalisation élaborée, et Watanabe n’avait pas le temps de tout gérer seul. Il fait donc appel à deux réalisateurs de confiance pour réaliser deux segments particuliers : Hiroyuki Okiura, pour le générique d’ouverture, et Tensai Okamura, pour le «film occidental dans le film», le western que Jet et Bob regardent dans le ciné-parc[réf. nécessaire]. Watanabe voulait aussi donner une ambiance arabe pour contraster avec la série qui s’inspirait fortement de New York et Hong Kong. À cette fin, Watanabe s’est rendu au Maroc pour étudier la région. Le personnage de Rashid est basé sur un guide touristique local. Selon le réalisateur, par rapport à la série, le travail sur le film est différent et c’est pour le mieux : alors qu’il devait condenser toute l’intrigue en un épisode de vingt minutes, l’équipe a pu créer un récit plus long et plus élaboré.

## Musiques
La musique de Cowboy Bebop, le film a été composé par Yoko Kanno, la compositrice de la série originale, et interprétée par son groupe Seatbelts. Elle a joué un rôle majeur dans la création de l'atmosphère distinctive qui caractérise l'œuvre. La bande originale du film conserve le même mélange de genres musicaux que dans la série télévisée, combinant des éléments du western, de l'opéra et du jazz, tout en y intégrant des influences arabes en accord avec l'inspiration marocaine du film. De ce fait, les paroles ont été écrites en arabe et en anglais. Parallèlement, la bande originale fait appel à un grand nombre d'instruments rock. Cinq morceaux sont sortis sur le mini-album de Seatbelts Ask DNA, sorti le 25 juillet 2001. La bande originale, Cowboy Bebop: Knockin' on Heaven's Door OST Future Blues, est sortie le 22 août 2001. Les deux  les albums ont été réédités en décembre 2012.

## Accueil
Sur Rotten Tomatoes, le film reçoit une note de 67 % sur la base de 79 critiques, avec une note moyenne de 6,3/10. Les critiques s’accordent sur le consensus suivant : "le film ne convient peut-être qu’aux fans d’anime" mais les spectateurs apprécieront certainement les combats légers et décontractés et les bons dialogues. Avec les 23 critiques, le Metascore du film est de 61 sur 100, ce qui est un score "plutôt positif". Quant à la moyenne des notes des spectateurs, ceux-ci lui donnent un score de 7,8/10 sur IMDb (avec plus de 52 mille évaluations). En 2003, le projet est nommé aux Online Film Critics Society Awards dans la catégorie Meilleur long-métrage d’animation mais perd face au Monde de Nemo. L’écrivaine Helen McCarthy inclut Cowboy Bebop dans son ouvrage des 500 films d’animation incontournables en soulignant la qualité de la bande originale, la qualifiant comme l’"arme secrète" du film, mais trouvant que l’unique défaut du film est sa longueur.
Les critiques ont été majoritairement positives. Andy Patrizio d’IGN a attribué au film une note de 9/10, remarquant que les créateurs avaient fait un excellent travail pour approfondir l’histoire tout en ne sombrant pas dans le mélodrame trop facile comme pour plusieurs films d’action similaires. En outre, il note que le thème du terrorisme était particulièrement actuel à la suite des attentats du 11 septembre 2001. Il salue également la musique du film. Mike Crandol d’Anime News Network a fait écho à bon nombre des arguments de son collègue. Cependant sa principale critique provient du fait que Jet, Faye et Ed aient été relayés à des rôles plus secondaires et qu’ils n’étaient pas assez impliqués dans l’histoire. Plus positivement, il a également relevé que l’équipe s’était surpassée en termes d’animation, comme par exemple dans le combat final opposant Spike à Vincent. Dans Variety, Robert Koehler  a salué les aspects visuels et l’écriture, bien qu’il ait trouvé certains passages un peu longs. Charles Salomon du Los Angeles Times s’est montré satisfait de la durée du film contrairement aux autres critiques. Il affirme que cela permettait à la scénariste de mieux développer les personnages.
D’autres critiques étaient plus mitigées. Lawrence van Gelder du New York Times se dit globalement satisfait du visionnage mais a trouvé le film un peu frivole compte tenu de la thématique et des évènements du moment. Son impression finale était que le film aurait très bien pu se dérouler dans la ville de New York contemporaine. Le critique de cinéma du Guardian Peter Bradshaw a attribué une note de 2/5 au film, louant les aspects visuels mais se plaignant d’une intrigue trop peu intéressante qui ne l’a pas captivé. Du côté de la BBC, Jamie Russell lui a donné une appréciation de 4/5, affirmant qu’il méritait d’être mentionné aux côtés d’Akira, Ghost in the Shell et Le Voyage de Chihiro. Ce qui a le plus impressionné le critique sont les angles de vue semblables à des prises de vue réelles. Il reconnaissait cependant que l’histoire avait quelques creux au niveau du rythme. Mais la bande sonore et les références visuelles à d’autres films d’action notables en faisaient "un exemple de l’anime à son meilleur". Les avis des autres publications, dont le Toronto Star et le Chicago Tribune, partageaient généralement les opinions des autres critiques : certains ont salué l’intrigue et l’animation, tandis que d’autres étaient plus mitigés,, critiquant les personnages et la longueur du récit. Certains ont relevé sa connexion avec d’autres films et son mélange des genres (western, film noir, film de gangsters, science-fiction, explosions à la Jerry Bruckheimer, burlesque et feuilleton). Un certain nombre de médias ont effectué des parallèles avec d’autres films de science-fiction, tels que Blade Runner. L’anime comprend encore des références à des réalisateurs tels que Chris Marker et Sam Peckinpah.
Cowboy Bebop, le film a été classé 8e dans la liste des "35 plus grands films d’animation de tous les temps" par BuzzFeed et est 10e sur les "25 plus grands films d’animation de tous les temps" du magazine Empire. Japan Webmagazine le plaçait en 28e position dans son classement des "30 meilleurs animes de tous les temps". Il est encore 84e dans la liste  des 100 meilleurs films d’animation japonaise du site Paste’s qui le qualifie : "Knockin’ on Heaven’s Door est l’équivalent anime d’un groupe de rock se réunissant pour une tournée d’adieu qui se termine sur une bonne note".